# Les Galoches du bonheur
Pour plus de détails, voir Fiche technique et Distribution.
Les Galoches du bonheur (Galoše šťastia) est un film tchécoslovaque (en coproduction autrichienne et ouest-allemande) réalisé par Juraj Herz, sorti en 1986. C'est l'adaptation d'un conte de Hans Christian Andersen.

## Synopsis
À Copenhague, dans une grande maison, un soir de réception, deux fées se trouvent là pour  l'anniversaire. La plus âgée des deux décide d'offrir au commun des mortels une paire de souliers magiques, qui exaucent les vœux de celui qui les porte. 

## Fiche technique
- Titre : Les Galoches du bonheur
- Titre original : Galose stastia
- Réalisation : Juraj Herz
- Scénario : Juraj Herz et Alex Königsmark d'après le conte de Hans Christian Andersen
- Dialogues : Jan Krtitel Sýkora (dialogue en tchèque)
- Musique : Michael Kocáb
- Photographie : Dodo Simoncic
- Montage : Jaromír Janácek
- Production : Paul Altmayer (supervision)
- Société de production : Omnia Film München, Slovenská filmová tvorba Koliba, MR TV-Film et ZDF
- Pays :  Tchécoslovaquie,  Autriche et  Allemagne de l'Ouest
- Genre : Fantastique
- Durée : 89 minutes
- Dates de sortie : 
  -  Allemagne de l'Ouest : juillet 1986 (vidéo)
  -  Tchécoslovaquie : 1er avril 1987

## Distribution
- Jana Brejchová : Fées Stestena et Starost
- Therese Herz : Fée Mína
- Marek Brodský : étudiant
- Dušan Blaskovič : Sénateur

- Karol Čálik : allumeur de réverbère
- Miroslav Donutil : Capitaine
- Karel Heřmánek : Assistant (voix)

- Jan Hrušínský : Lieutenant
- Lubos Winkelhöfer